# Pierre Granier (sculpteur)
Pour les articles homonymes, voir Pierre Granier.

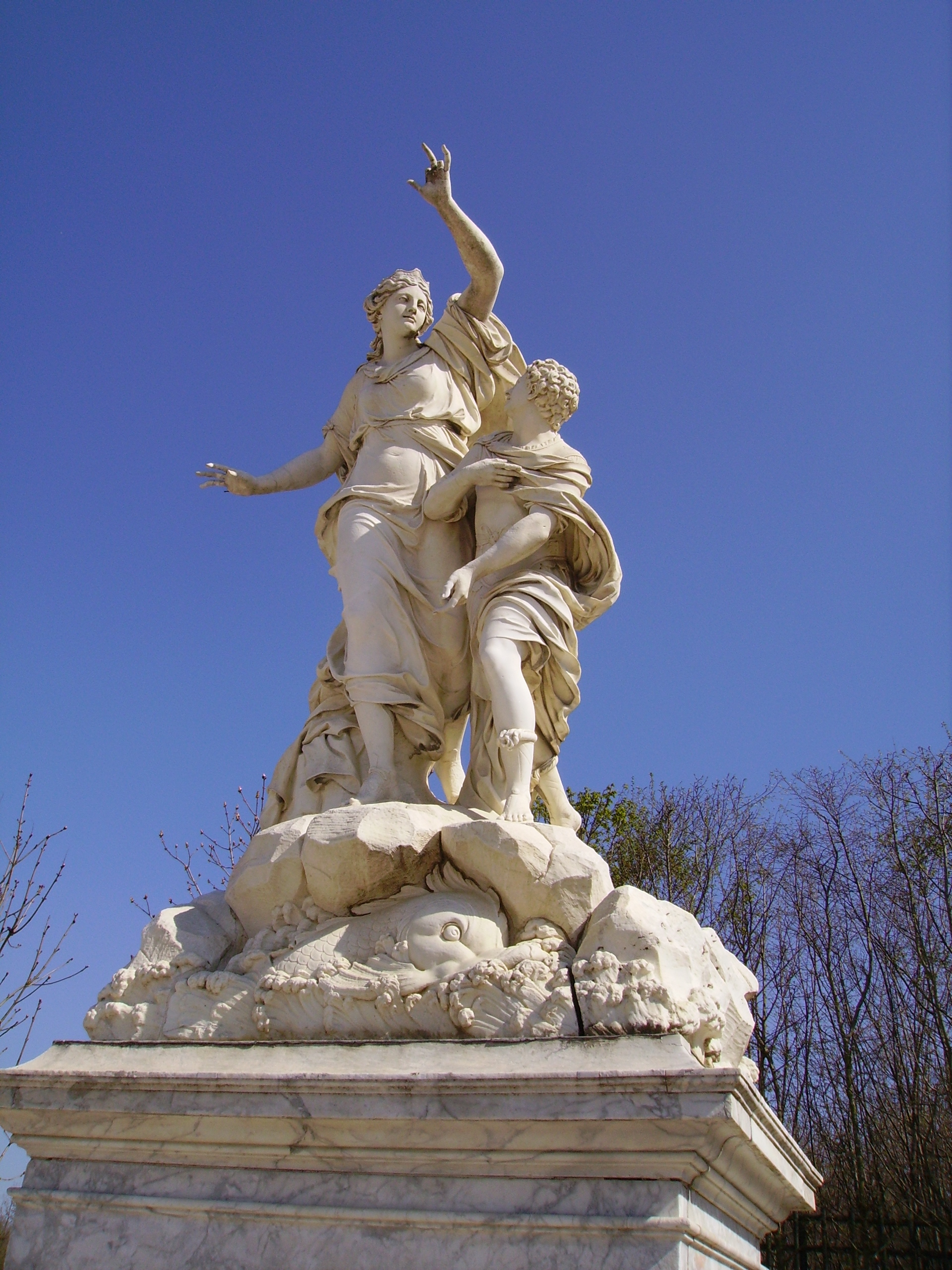
Ino Reine de Thèbes et son fils Mélicerte qui se précipitent dans la mer, jardins du château de Versailles.

Pierre Granier né en 1635 aux Matelles et mort en 1715 à Paris, est un sculpteur baroque français. 

## Biographie
Natif des Matelles, un village près de Montpellier, Pierre Granier est reçu membre de l'Académie royale de peinture et de sculpture en 1686 en présentant un buste de Louis XIV.
Pierre Granier fait partie des nombreux sculpteurs prolixes et talentueux mais peu connus qui travaillèrent à la décoration du château de Versailles sous la direction d'artistes plus renommés comme François Girardon ou Antoine Coysevox pour les Bâtiments du Roi. Un contrôle strict était exercé sur les travaux par le premier peintre du Roi, Charles Le Brun. Selon Antoine Nicolas Dezallier d'Argenville, Le Brun aurait fourni à Granier un modèle en cire pour son groupe en marbre Ino et Mélicerte, et Le Poème pastoral a été sculpté d'après une ébauche faite par Le Brun. Il participa à la Grande commande de 1674 avec La Poésie pastorale de la série des Quatre poésies.

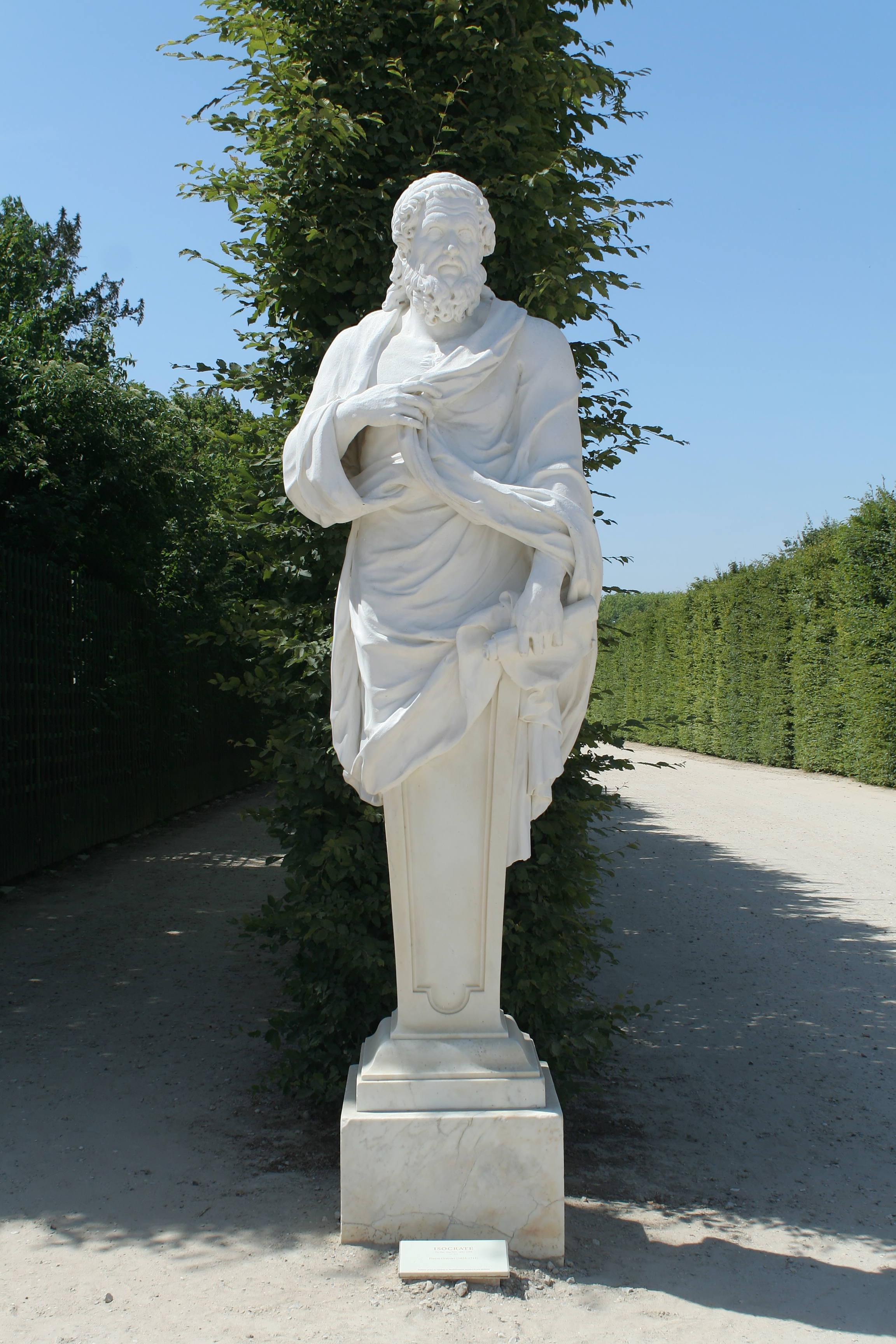
Isocrate (1688), jardins du château de Versailles.

Après la découverte d'une statue de Jupiter près de Smyrne et offerte à Louis XIV, Granier reçoit commande de lui refaire un bras droit manquant, levé et brandissant la foudre. Cette statue, Jupiter de Smyrne, est conservée à Paris au musée du Louvre

## Collections publiques
- Ino, reine de Thèbes, et son fils Mélicerte qui se précipitent dans la mer, groupe en marbre, jardins du château de Versailles, extrémité de l'allée royale[8]
- Le Poème pastoral, 1681, de Gérard-Léonard Hérard d'après un dessin de Charles Le Brun, achevé après la mort de Hérard par Pierre Granier[9], marbre, jardins du château de Versailles, parterre du Nord
- Bacchus Médicis, 1686, marbre, terrasse du château de Versailles
- Isocrate, 1688, terme en marbre d'après un dessin de Pierre Mignard[10], jardins du château de Versailles, rond-point des philosophes
- Paule (sainte) statue de la chapelle st-Jerome du dôme des Invalides.